# Евдокимов, Игорь Дмитриевич
И́горь Дми́триевич Евдоки́мов (род. 12 мая 1956) — российский дипломат. Чрезвычайный и полномочный посол (2018).

## Биография
Окончил МГИМО МИД СССР (1978). На дипломатической работе с 1978 года. Владеет французским и английским языками.
- В 1978—1981 годах — дежурный референт, референт-секретарь Посольства СССР в Австралии.
- В 1982—1987 годах — старший референт, атташе, третий секретарь Протокольного отдела МИД СССР.
- В 1987—1991 годах — третий, второй секретарь Посольства СССР в Ирландии.
- В 1991—1992 годах — первый секретарь Управления по международному гуманитарному сотрудничеству и правам человека МИД СССР.
- В 1992—1994 годах — советник Департамента Европы МИД России.
- В 1994—1995 годах — советник Департамента общеевропейского сотрудничества МИД России.
- В 1995—1997 годах — советник Посольства России в Республике Кипр.
- В 1997—1999 годах — советник Представительства России при Ватикане.
- В 1999—2004 годах — старший советник, главный советник Департамента по международному гуманитарному сотрудничеству и правам человека МИД России.
- В 2004—2008 годах — советник-посланник Посольства России в Сингапуре.
- В 2008—2013 годах — заместитель директора Департамента информации и печати МИД России.
- С 11 июня 2013 по 7 августа 2017 года — чрезвычайный и полномочный посол России в Демократической Республике Конго[1][2].
- С 7 августа 2017 года — чрезвычайный и полномочный посол России в Бенине[3].
- С 4 сентября 2017 года — чрезвычайный и полномочный посол России в Того по совместительству[4].

## Дипломатический ранг
- Чрезвычайный и полномочный посланник 2 класса (25 декабря 2006)[5].
- Чрезвычайный и полномочный посланник 1 класса (29 мая 2015)[6].
- Чрезвычайный и полномочный посол (10 февраля 2018)[7].

## Награды
- Медаль ордена «За заслуги перед Отечеством» II степени (30 декабря 2022) — за большой вклад в реализацию внешнеполитического курса Российской Федерации и многолетнюю добросовестную дипломатическую службу[8].

## Семья
Женат, имеет дочь.